# Сельтерская вода
Се́льтерская вода́, или коротко сельтерская (нем. Selterswasser; по современным нормам транскрипции правильнее «зе́льтерская») — хлоридно-гидрокарбонатно-натриевая минеральная вода естественной газации из немецкого источника Нидерзельтерс в горах Таунус (по состоянию на 2009 год из источника Зельтерс-ан-дер-Лан в составе коммуны Лёнберг). Также историческая торговая марка минеральной воды «Selters».
Имеет солоноватый, пощипывающий вкус благодаря заметному содержанию углекислого газа.

## Состав воды
Натуральная газированная вода с высокой концентрацией гидрокарбоната натрия, кальция, хлорида, магния, сульфата и ионов калия. Вода естественно газированна (более 250 мг/л), но может поставляться и в негазированной форме.

## История источника
Римляне, находясь на территории Германии (с 50 года до н. э. до 475 года н. э.), использовали колодцы и, возможно, дали современное название «selters» либо «aqua saltare» (латинский язык «прыгающая вода»), либо «saltrissa» (латинский язык «подъём соли»), но обе трактовки представляют языковую неопределённость. Это же название также используется в некоторых других минеральных скважинах Германии. Такие колодцы упоминаются уже в 772 году в документах близлежащих монастырей в Фульде и Лорше.
Впервые название конкретного источника Нидерзельтерс (Niederselters) упоминается в 1536 году.
После аннексии Нассау Пруссией в 1866 году, источник стал «королевским источником Зельтерс», а после свержения монархии «государственным источником Нидерзельтерс». С 2001 года источник находится в муниципальной собственности Германии.
В Нидерсельтерсе основан музей одноимённой минеральной воды.

## Добыча и применение

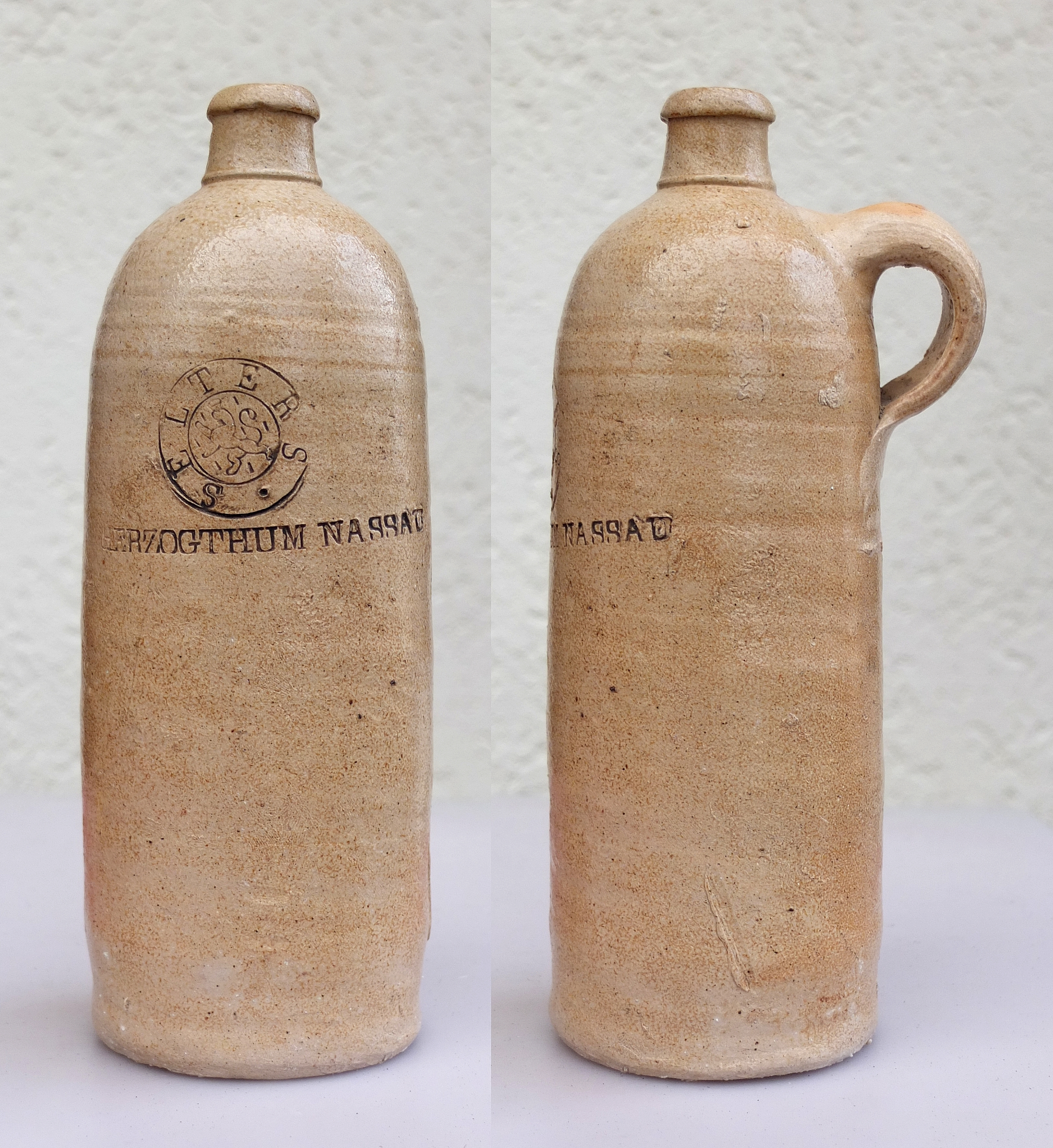
Бутылка сельтерской воды XIX века

В XVI веке под властью курфюрста Трира Иоганна фон дер Лайена вода из горных колодцев приобрела международную известность. Зельтерс стал популярен как спа-курорт, а вода использовалась как в медицинских, так и в гастрономических целях.
Специалист бальнеологии и отец ботаники, доктор Якоб Теодор Табернемонтанус, представил в 1581 году целебные свойства родниковой воды из Нидерзельтерса в своей книге «Der Neue Wasserschutz».
В 1787 году Дж. Ф. Вестрамб сообщил, что более миллиона бутылок сельтерской воды было экспортировано по всему миру. В XVII-XIX веках минеральная вода распространялась в керамических бутылках (не путать с современной «бутылкой Зельцера» — сифоном).
В течение длительного времени существовало два конкурирующих бренда минеральной воды: один под названием «Selters im Handel» из оригинального и терминообразующего источника в Нидерсельтерсе (иногда называемый «Urselters»), и другой — из источника Зельтерс-ан-дер-Лан в Оберселтерсе в 25 км от первоисточника, введённого в эксплуатацию в 1908 году.
После того, как владелец второго источника (пивоварня Binding-Brauerei) в 1990 году приобрёл предприятие в Нидерсельтерсе, добыча сельтерской воды из первоисточника была прекращена в пользу минеральной воды из Сельтерс-ан-дер-Лана. До 1999 года «оригинальная» вода по-прежнему распространялась локально, затем эксплуатация скважины в Нидерсельтерсе была полностью закрыта. С тех пор минеральная вода из источника Selters Mineralquelle Augusta Victoria GmbH Сельтерс-ан-дер-Лана является единственной доступной в продаже сельтерской от торговой марки «Selters».
Для того, чтобы составить конкуренцию сельтерской, были созданы «искусственные» газированные воды («воды для продажи») с добавлением минералов. Так, шведский минералог Торберн Бергман провёл тщательный анализ местных минеральных вод и в 1775 году понял, как сделать газированную воду, имитирующую подлинную минеральную воду. Это установило славу «оригинальной воды», как международного эталона газированной воды.

## Использование названия
Слова «selters», «selterwasser» или «selter» стали синонимами для всех видов и марок минеральной воды, особенно в северной и восточной Германии, а «selters» и «сельтерская» — апеллятивом газированной воды. Так, иногда название «Selterswasser» было напечатано на бутылках с водой от других производителей. Также в дореволюционной России «сельтерской» называли столовую минеральную воду или просто газированную воду, использующуюся отдельно или в составе напитков. Поэтому упоминания о «сельтерской» в классической русской литературе вовсе не означает, что речь шла о минеральной воде из Германии.
Официально использование общего названия в Федеративной Республике Германии было отменено с поправкой к «Указу о минеральных и столовых водах» 1984 года. Тем не менее, в ГДР использование термина продолжалось. С юридической точки зрения этот термин закончил своё употребление только после истечения переходных положений о воссоединении.
Сельтерская является прототипом марки «Seltzer» — «Aqua Seltzer», разновидность газированной воды, хорошо известной в Соединённых Штатах Америки. Слово «Seltzer» также включено в название анальгетика, выпускаемого американской компанией — «Alka-Seltzer», с активным составляющим ацетилсалициловой кислоты. Средство также имеет «шипучие» и лечебные свойства, как и оригинальная минеральная вода, и используется, в основном, для избавления от симптомов похмелья.